# 키옙스카야역 (아르바츠코포크롭스카야선)
키옙스카야역(러시아어: Киевская)은 모스크바 지하철 아르바츠코 포크롭스카야 선의 역이다. 역명은 근처에 있는 키옙스키 기차역에서 따온 것이다. 키옙스카야 역은 다른 노선의 환승역들과 입구를 공유하고 있다.
반세기 동안 키옙스카야 역은 아르바츠코 포크롭스카야 선의 종착역이었다.

## 역사
이 역은 1953년 4월 5일에 개통하였다.

## 디자인
1950년대 초의 준바로크 스타일로 화려하게 장식되어 있다. 네모난 천장에는 하얀 우랄 대리석과 정교하게 무늬를 새긴 도자기 타일이 그려져 있으며, 도금된 천장은 우크라이나의 삶을 묘사한 여러 예술가들이 그린 프레스코로 장식되어 있다. 연단 끝의 대형 모자이크는 러시아와 우크라이나의 통일 300주년을 기념한다. 한 줄로 늘어선 육각 샹들리에에서 빛이 나온다. 건축가들은 L. V. 릴레, V. A. 리트비노프, M. F. 마르코프스키, 그리고 V. M. 도브로코프스키였다.

## 환승
본 역에서 필룝스카야 선(키옙스카야 역)과 콜체바야 선(키옙스카야 역)으로 갈아탈 수 있다.

## 같이 보기
- (러시아어) metro.ru